# Charles Golding Barrett
Charles Golding Barrett, född 5 maj 1836 i Colyton, England, död 25 oktober 1986 i London, var en brittisk entomolog och lepidopterolog.
Auktorsnamnet Barrett kan användas för Charles Golding Barrett i samband med ett vetenskapligt namn inom zoologin; se Wikipedia-artiklar som länkar till auktorsnamnet.